# Arthroleptides dutoiti
Espèce
Synonymes
- Petropedetes dutoiti (Loveridge, 1935)

Statut de conservation UICN

 CR B2ab(iii) : 
En danger critique
Arthroleptides dutoiti est une espèce d'amphibiens de la famille des Petropedetidae.

## Répartition
Cette espèce est endémique du mont Elgon au Kenya. Elle se rencontre entre 2 100 et 2 200 m d'altitude. Sa présence est incertaine en Ouganda,.

## Étymologie
Cette espèce est nommée en l'honneur de A. C. du Toit qui a recueilli le spécimen type.

## Publication originale
- Loveridge, 1935 : Scientific results of an expedition to rain forest regions in eastern Africa. I. New reptiles and amphibians from East Africa. Bulletin of the Museum of Comparative Zoology. Cambridge, Massachusetts, vol. 79, p. 3-19 (texte intégral).